# USS Albacore (AGSS-569)
USS Albacore (AGSS-569) – amerykański eksperymentalny okręt podwodny o napędzie elektryczno-spalinowym, o wyporności podwodnej 1810 ton. Od momentu rozpoczęcia programu konstrukcyjnego w 1949 roku, a następnie przez okres służby jednostki w latach 1953–1972, okręt pełnił rolę laboratorium nowych koncepcji hydrodynamicznych marynarki amerykańskiej. Badania zmierzały do opracowania szczegółów kadłuba i technologii niezbędnych do konstrukcji okrętów podwodnych, które powinny charakteryzować się bardzo dużą prędkością i manewrowością podwodną. W wyniku eksperymentów, pozyskano informacje, które pozwoliły na całkowitą zmianę dotychczasowego podejścia do kształtu okrętów podwodnych i wielu elementów systemu napędowego. Zmiany te odbiły się na sposobie konstrukcji okrętów podwodnych nie tylko w Stanach Zjednoczonych, ale też na całym świecie. Po zakończeniu służby, od roku 1985 okręt pełni rolę muzeum-pomnika.

## Geneza
Po II wojnie światowej, Wielka Brytania, Związek Radziecki oraz Stany Zjednoczone rozpoczęły prace nad polepszeniem pływalności podwodnej okrętów podwodnych, wykorzystując koncepcje konstrukcyjne i technologie hitlerowskich Niemiec. Podjęte w Stanach Zjednoczonych analizy efektywności okrętów podwodnych w trakcie II wojny światowej wykazały, iż amerykańskie jednostki tej klasy zatopiły ponad połowę utraconego przez Japonię tonażu, w tym 30% okrętów Cesarskiej Marynarki Wojennej W tym czasie, okręty podwodne pływały jednak głównie na powierzchni, z możliwością jedynie zanurzenia. Połączenie tych dwóch faktów skłoniło dowództwo US Navy do podjęcia działań zmierzających do zbudowania jednostek morskich będących okrętami podwodnymi w pełnym tego słowa znaczeniu.
Realizacja zadania konstrukcji „prawdziwych” okrętów podwodnych przebiegała na kilku płaszczyznach – z których dwie najważniejsze to programy budowy niezależnego od dostępu zewnętrznego powietrza napędu o dużej mocy oraz bardzo sprawnego hydrodynamicznie kadłuba. Podjęte w tym celu programy badawczo-konstrukcyjne Greater Underwater Propulsion Power (GUPPY) i Closed-cycle propulsion program (program napędu w obiegu zamkniętym), zostały uzupełnione badaniami nad hydrodynamicznymi własności kadłuba oraz pracami nad konstrukcją siłowni jądrowej. O ile jednak programy GUPPY i obiegu zamkniętego musiały w końcu ustąpić na rzecz mającego daleko lepsze perspektywy napędu jądrowego, o tyle program konstrukcji kadłuba umożliwiającego osiąganie bardzo dużych prędkości podwodnych oraz stopnia manewrowości stał się priorytetem United States Submarine Force.
W 1945 roku oficer US Navy Charles N. G. Hendrix opracował jednostronicowy dokument o nazwie „Ship Characteristics” (Charakterystyka Okrętu), w którym zaproponował radykalny kształt super szybkiego okrętu podwodnego, zawierający wiele nowatorskich rozwiązań:
- śruby redukujące zjawisko kawitacji
- zmiana umiejscowienia śrub (przeniesienie za stery)
- radykalną zmianę kształtu kadłuba
- zastosowanie zaworów zalewowych głównych zbiorników balastowych
- konstrukcja dwu- lub trójkadłubowa
- automatyczną kontrolę głębokości
- automatyczny system sterowy
- dwa pionowe stery lub ster górny
- umożliwiający osiąganie dużych prędkości dziób okrętu i płaszczyzny sterowe
- ulepszony log prędkości
- usunięcie wystającego kiosku
- wprowadzenie bojowego centrum informacyjnego
- zmniejszenie liczby włazów w kadłubie zewnętrznym.

Ten jednostronicowy dokument stanowi według niektórych poglądów pierwowzór USS „Albacore”. „Albacore” był okrętem zaprojektowanym całkowicie od podstaw, od „czystej kartki papieru”. Program budowy tego okrętu, zmierzał w pierwszej kolejności do:

zapewnienia informacji niezbędnych dla projektu przyszłego okrętu podwodnego, przez wykorzystanie go jako jednostki testowej w zakresie hydrodynamiki [oraz] ... jako szybka jednostka do rozwoju systemów i broni służących zwalczaniu okrętów podwodnych, a także do opracowania wymogów skutecznego zwalczania tego rodzaju okrętów podwodnych.

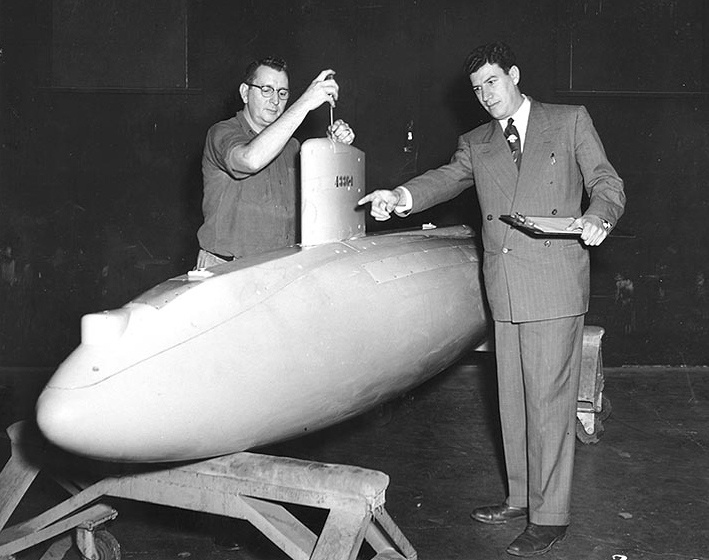
Model „Albacore” w David Taylor Model Basin

Drugoplanowym celem programu było także rozpoczęcie szkolenia załóg dla szybkich okrętów podwodnych. Uzasadniając potrzebę opracowania takich jednostek stwierdzono, iż wysoka prędkość nowych amerykańskich okrętów jest „niezbędna w celu umożliwienia jednostkom wyprzedzenia każdego typu samonaprowadzającej się broni przeciwpodwodnej”. W szczególności – przed pracującymi w programie konstrukcyjnym zespołami postawiono zadanie opracowania okrętu zdolnego do osiągania prędkości wyższych niż osiągane przez okręty oparte na napędzie GUPPY, idealnie natomiast tak szybkiego jak projektowane okręty z konwencjonalnym napędem w obiegu zamkniętym oraz napędem jądrowym. Zastępca Szefa Operacji Morskich kadm. Charles B. Momsen dał w tym celu całkowicie wolną rękę konstruktorom w zakresie wyboru idealnego hydrodynamicznie kształtu okrętu, nawet jeśli tak skonstruowana jednostka nie będzie mogła być wykorzystana w służbie operacyjnej. Jego instrukcja z 1949 r. dla konstruktorów jasno stanowiła też: „... Zapomnijcie o wydajności nawodnej. Myślcie tylko o możliwościach podwodnych, które zapewnią największa prędkość przy minimalnym zużyciu energii. Jeśli będziecie mieli jakieś wątpliwości, myślcie – prędkość!”

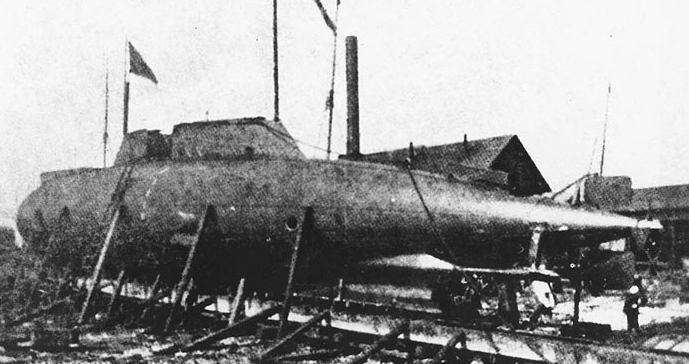
USS „Plunger” na pochylni ok. 1897 r. Widoczne zaokrąglone kształty i zwężająca się rufa.

8 lipca 1949 roku amerykańskie Bureau of Ships (Biuro Okrętów) zaproponowało przedsiębiorstwu David Taylor Model Basin w stanie Maryland (współcześnie Naval Surface Warfare Center, Carderock Division) przeprowadzenie testów modelu kadłuba wysokich prędkości, nazwanego wkrótce Serią 58. Testy te, opublikowane w kwietniu 1950, zapoczątkowały zakrojone na szeroka skalę prace badawcze i konstrukcyjne nad hydrodynamicznym kształtem kadłuba i konstrukcją okrętu podwodnego zdolnego do osiągania pod wodą niezwykle wysokich jak na ówczesne czasy prędkości. Określono wówczas optymalne wydłużenie kadłuba na 6,8. Prace te doprowadziły do zaproponowania przez dr Davidsona ze Stevens Institute of Technology wstępnego, radykalnego kształtu kadłuba dla „Albacore”, przy projekcie którego wykorzystano zarówno wyniki testów ponad 25 modeli o długości od 7 do 25 metrów w basenach Davida Taylora, jak również analizy aerodynamiczne. Jak bowiem stwierdzono, podstawowe zasady rządzące opływem powietrza wokół przedmiotu są bardzo zbliżone do zasad rządzących opływem wokół niego cieczy. Prace te powadzone były także z wykorzystaniem rezultatów badań basenowych modeli okrętów podwodnych z przełomu wieków (na przykład USS „Plunger”).
Ostatecznie opracowano projekt okrętu o bardzo hydrodynamicznym kształcie, okrągłym przekroju poprzecznym i zaokrąglonym dziobie, zwężającym się ku ostro zakończonej rufie, kojarzącym się z kształtem „kropli łzy”. Taka konstrukcja optymalizowała opór poprzeczny stawiany wodzie z oporem opływu, zależnym od pola powierzchni bryły.

## Konstrukcja
Wczesne opisy „Albacore” przedstawiają jego kształt, jako formę sterowca lub też „formę-Lyon” – od nazwiska brytyjskiego naukowca Hildy Lyon, która przyczyniła się do rozwoju strumieniowego kształtu sterowca szkieletowego R-101. Kształt ten był punktem wyjścia programu konstrukcji USS „Albacore”, pod postacią ponad dziewięciometrowego modelu okrętu podwodnego testowanego w tunelu aerodynamicznym National Advisory Committee for Aeronautics (poprzednik National Aeronautics and Space Administration – NASA) w Bazie Sił Powietrznych Langley w Wirginii
W celu redukcji turbulencji wody opływającej kadłub, usunięto z niego wszelkie występy, takie jak działo, relingi, knagi, i tym podobne z wyjątkiem powierzchni kontrolnych (sterowych). Projekt zakładał osiągnięcie prędkości podwodnej 27,4 węzła za pomocą elektrycznego silnika Westinghouse o mocy 4000 KM. Okręt posiadać miał baterię akumulatorów z pięciuset ogniwami, zapewniający możliwość utrzymania maksymalnej prędkości przez 30 minut lub 21,5 węzła przez jedną godzinę. Okręt wyposażono również w dwa pochodzące z okrętów typu Tang silniki wysokoprężne typu pancake, których zadaniem było ładowanie akumulatora. Te rodzące skądinąd wiele problemów silniki, zastosowano z uwagi na ich niewielkie rozmiary i masę, wydawały się one wystarczające dla okrętu czysto badawczego.
Wczesne projekty „Albacore” zakładały długość 45,73 m, maksymalną szerokość 9,15 m oraz wyporność nawodną ok. 1600 ton. Z czasem jednak, zmieniająca się w czasie służby długość jednostki wzrosła do 62,2 m, zredukowano natomiast szerokość do 8,23 m i wyporność do 1517 t. Ostatecznie, projekt „Albacore” przewidywał stosunek długości do szerokości wynoszący 7,5:1, zaokrąglony dziób, zwężającą się ku końcowi rufę oraz okrągły przekrój poprzeczny wzdłuż całego kadłuba. W celu ułatwienia zastosowania założonego kształtu, przewidziano konstrukcję dwukadłubową. Zwiększyć to miało także odporność na efekty uderzenia ćwiczebnych torped Mk 35, przy wypełnianiu drugoplanowego zadania okrętu w postaci występowania jako okręt-cel. Wewnętrzny kadłub posiadał 6,4 m średnicy w najszerszym miejscu – o 1,2 m, więcej niż okręty typu Tang.

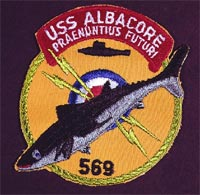
Herb USS „Albacore”

Kadłuby poprzedników „Albacore” budowane były ze stali High-Tensile Steel (HTS) – w budowie „Albacore” natomiast po raz pierwszy zastosowano stal HY-80 (Low Carbon High-Tensile Steel) – później stosowaną standardowo do tego celu. Jego kadłub lekki skonstruowany był ze standardowej stali HTS, wewnętrzny natomiast – sztywny – poza systemami rur, elementami przechodzącymi przez kadłub i niektórymi innymi komponentami, ze stali HY-80. Zastosowanie nowego materiału zwiększyło głębokość zanurzenia okrętu o 100 stóp (30,48 m), jednakże było to wciąż zbyt mało względem ówczesnego standardu wynoszącego 700 stóp (213,36 m). Przeprowadzone na modelu z użyciem nowego materiału testy strukturalne wykazały jednak, iż głębokość zanurzenia może zostać zwiększona przez nową konfigurację struktury okrętu, stąd też dotychczasowe kalkulacje straciły swą ważność.
Dla okrętu nie przewidziano żadnego uzbrojenia, kwestia ta była jednak przedmiotem rozważań nawet po ukończeniu jego budowy. W późniejszym czasie admirał J. J. Galantin wyjaśnił to następująco: „Gdybyśmy zapewnili „Albacore” możliwość odpalania torped, otrzymalibyśmy jeden okręt o ograniczonych możliwościach bojowych, a stracilibyśmy elastyczność i czas operacyjny potrzebny dla eksploracji nowych koncepcji konstrukcyjnych”. USS „Albacore” otrzymał jednak innowacyjny w pełni zautomatyzowany system kontroli, zawierający m.in. układ sterowania za pomocą joysticka typu lotniczego do wykonywania manewrów przy dużej prędkości. Zainstalowano też sterowany analogowym komputerem autopilot, co umożliwiło zmniejszenie szumów okrętu oraz turbulencji – zwłaszcza przy dużych prędkościach. System ten umożliwiał m.in. sterowanie okrętem przez jedynie jedną osobę, co – z uwagi na konieczność minimalizacji rozmiarów okrętu – było celem tak wysokiego stopnia automatyzacji. Z tego samego powodu, w celu minimalizacji wielkości kiosku, okręt nie otrzymał chrap, choć jego konstrukcja umożliwiała ich instalację w przyszłości. W kiosku zainstalowano też tylko jeden wielofunkcyjny maszt.

### Budowa i pierwsze testy
Uwzględniając drugoplanową rolę jednostki jako okręt-cel, „Albacore” otrzymał we wczesnych dokumentach sygnaturę SST (target-training submarine), z czasem jednak została ona zmieniona na AG(SST), aby ostatecznie przyjąć brzmienie hull number AGSS-569.
Budowa USS „Albacore” (AGSS-569) została autoryzowana i ujęta w planie budowy okrętów na rok budżetowy 1950. US Navy uznała projekt „Albacore” za na tyle ważny, iż na budowę tego okrętu skierowano cześć środków przeznaczonych pierwotnie na konwersję niszczycieli typu Fletcher do roli eskortowców ZOP.

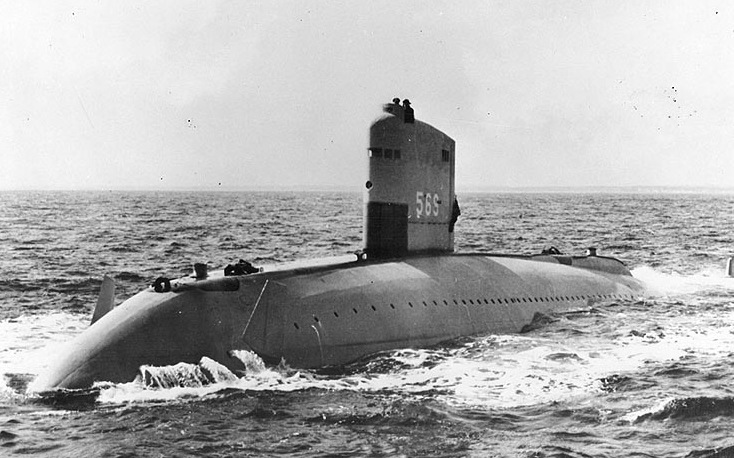
USS „Albacore” w oryginalnej konfiguracji w roku 1954

Zamówienie na budowę okrętu zostało 24 listopada 1950 roku przyznane Portsmouth Naval Shipyard w Kittery w stanie Maine, która była ówcześnie wiodącą amerykańską stocznią okrętów podwodnych, z bardzo innowacyjnym personelem projektowym. Okręt został przyjęty do służby 5 grudnia 1953 roku i szybko dowiódł swojej sprawności i manewrowości. Okazał się też najszybszym okrętem podwodnym kiedykolwiek do tamtej pory zbudowanym. Według relacji uczestniczących w testach oficerów, okręt wykonywał w czasie prób manewry polegające m.in. na zmianie głębokości zanurzenia pod kątem 30° przy prędkości 25 węzłów, przy czym w trakcie tego manewru następowało odwrócenie kierunku ciągu śruby. Manewry tego rodzaju powodowały przechyły boczne o kącie 40° z jednoczesnymi przegłębieniami na dziób dochodzącymi do 50°, pozwoliły jednak sprawdzić okręt i jego wyposażenie, a także stopień wytrzymałości ludzi. W trakcie prób odkryto również, iż podczas sterowania okrętem w trybie automatycznym przy dużej prędkości, „Albacore” był cichszy niż w trybie ręcznej kontroli okrętu. W trybie tym, pewnemu zwiększeniu ulegał też zasięg detekcji celów powierzchniowych i podwodnych przez sonary. Testową głębokość zanurzenia okrętu ustalono na jedynie 600 stóp (185 m), jednakże rzeczywista głębokość operacyjna wynosiła 800 stóp (240 m), a co najmniej w jednym przypadku „Albacore” zszedł w trakcie testów na głębokość 1400 stóp (430 m). Według jednego z wczesnych dowódców okrętu – Jona L. Boyes’a – „Albacore” osiągnął w późniejszym czasie nawet głębokość 1600 stóp (480 m).

### Zmiany i modyfikacje
W trakcie dziewiętnastoletniej służby okrętu, przeprowadzono wiele poważnych – w dużej mierze wcześniej zaplanowanych – modyfikacji i zmian w jednostce. Zmiany te miały na celu przede wszystkim przetestowanie pojawiających się nowych koncepcji konstrukcyjnych dla przyszłych okrętów podwodnych. Największe z nich zostały przeprowadzone w czterech grupach (Phase), przy czym oryginalna konstrukcja pierwotna nosi miano Phase I. W kolejności, zmiany te polegały na:

#### Faza II
- 1956 – 1957; Płaty sterów zostały przeniesione do przodu – przed śrubę, kadłub zewnętrzny oraz wewnętrzne zbiorniki balastowe zostały pokryte tworzywem sztucznym o nazwie Aquaplas tłumiącym wibracje oraz szum wywoływany przepływem wody. Dokonano także izolacji za pomocą gumy maszynowni oraz systemu rur, oddzielając je w ten sposób od kadłuba[4].

- 1958; W celu redukcji szumu i oporu wywoływanego przepływem wody usunięto umieszczone na dziobie okrętu małe stery głębokości. Stery te były użyteczne jedynie podczas poruszania się okrętu z małą prędkością na niewielkiej głębokości[2], co w działalności „Albacore” zdarzało się rzadko. W latach 1958–1959 „Albacore” otrzymał zamontowaną na kiosku holowaną antenę sonaru, przez co stał się pierwszym amerykańskim okrętem podwodnym używającym takiego systemu[2].

#### Faza III

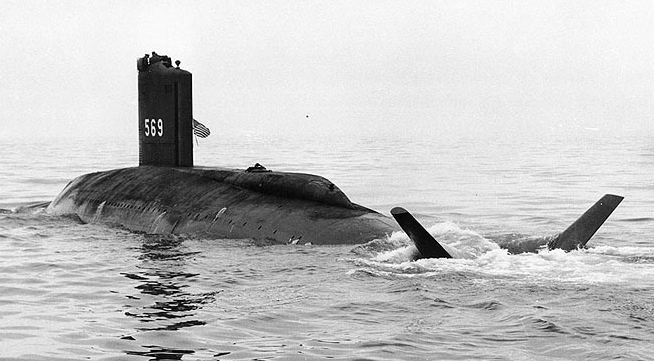
USS „Albacore” od rufy. Widoczny ster w kształcie „X”

- 1959; Oryginalna śruba o średnicy 11 stóp (3,35 m) została zastąpiona przez większą o średnicy 14 stóp (4,27 m), która obracała się z mniejszą prędkością i wywoływała mniej szumu.

- 1960 – 1961; Przekonfigurowano ster ogonowy do kształtu „X” co miało zapewnić możliwość wykonywania ostrzejszych zwrotów oraz zmniejszyć ryzyko niekontrolowanego lub niezamierzonego zwiększania głębokości[4], zainstalowano hamulce zanurzenia, przekonstruowano dziób okrętu, zainstalowano sonar BQS-4, pomocnicze stery na ścianach bocznych struktury kiosku oraz zaczerpnięty z samolotu bombowego B-47 Stratojet wleczony spadochron[2]. Ster ogonowy w kształcie „X” zawierał dwie pary zasadniczo równych powierzchni sterowych. Jedna z nich była nieco wysunięta przed drugą w celu pozostawienia miejsca na jarzma, rumple oraz wał napędowy w zwężającej się ku końcowi rufie. Hamulce zanurzenia – 10 dużych poruszanych hydraulicznie „drzwi” umieszczonych wokół kadłuba i w tyle kiosku – oraz stery na kiosku, były jednymi z kilku badanych i rozwijanych koncepcji mających służyć przeciwdziałaniu nadmiernemu nabieraniu szybkości lub kątowi zanurzania przy manewrach z dużymi prędkościami[2]. Ster „X” niemal o połowę zmniejszał przestrzeń niezbędną do zwrotu okrętu – z 300 jardów (274,32 m) do 165 (150,87 m). Zasadniczym jednak celem zmian Phase III, było umożliwienie jednostce operacji przy dużych prędkościach blisko granicy dopuszczalnej głębokości operacyjnej, przez zminimalizowanie ryzyka niekontrolowanego zwiększania głębokości[4]. Ster w tym kształcie okazał się sukcesem, jednakże nie wszedł do użytku w nowo konstruowanych okrętach, gdyż wymagał kontroli za pomocą komputerów, które w tych czasach nie budziły jeszcze zaufania i ich zastosowanie na dużą skalę nie było ówcześnie realne[4]. Ster „X” rodził też pewne problemy. Czego się bowiem nie spodziewano, powodował niekiedy całkowitą utratę kontroli przy ruchu wstecz[4].

- 1962; Zainstalowano cyfrowy sonar Digital Multi-beam Steering (DIMUS), zapewniający ulepszoną detekcję pasywną.

#### Faza IV
- 1962 – 1965; Wraz z instalacją śrub przeciwbieżnych, okręt został przedłużony do 210,5 stopy (64,18 m). Jedną z tych śrub, napędzaną dodatkowym silnikiem elektrycznym o mocy 4700 KM, umieszczono na mniejszym wale umieszczonym wewnątrz wału napędzającego drugą śrubę. Przestrzeń pomiędzy przeciwbieżnymi śrubami miała początkowo szerokość 10 stóp (3,05 m), w 1965 roku – po przeprowadzonych testach morskich – zmniejszono ją jednak do 7,5 stopy (2,29 m), a następnie do 5 stóp (1,52 m). Przednia, siedmiopłatowa śruba miała 10 i 2/3 stopy średnicy (3,25 m), druga zaś za nią – śruba sześciopłatowa, posiadała średnicę nieco ponad 8¾ stopy (2,68 m)[2]. Zainstalowano też wówczas akumulator srebrno-cynkowy oraz nowy – działający pod ciśnieniem 3000 psi (208 kg/cm²) – system wydmuchu balastu oraz ulepszony sonar. Instalacja awaryjnego systemu wydmuchu podyktowana była katastrofą „Threshera”, utraconego na skutek niemożliwości usunięcia wody ze zbiorników balastowych na dużej głębokości[4]. Jakkolwiek akumulator srebrno-cynkowy zapewniał więcej mocy niż standardowy akumulator kwasowo-ołowiowy, wymagał jednak aż 22 godzin ładowania przy użyciu obydwóch zainstalowanych na okręcie silników Diesla[2].

#### Faza V
- 1969 – 1971; W celu redukcji oporu hydrodynamicznego opływającej kadłub wody, zainstalowano system dozowania nieujawnionego z nazwy wodnego roztworu polimeru. Noszący nazwę SURPASS – zawierający zbiorniki, pompy oraz zespół rur – system, zainstalowany został w sekcji dziobowej okrętu, gdzie następowało mieszanie i skąd polimer był rozprowadzany za pomocą rozmieszczonych w kadłubie oraz kiosku otworów. Zbiorniki systemu, mieściły 40000 galonów (151400 litrów) polimeru zmieszanego ze słodką wodą[2]. Dzięki użyciu polimeru, w trakcie przeprowadzonych w listopadzie 1971 roku testów, maksymalna prędkość okrętu wzrosła o 9%, a prędkość podróżną 21 węzłów udało się osiągnąć przy zaledwie 77% normalnego poboru mocy[2]. Przy zastosowanej prędkości dystrybucji roztworu polimeru, system zużywał posiadane 40000 galonów cieczy w 26 minut. SURPASS udowodniła swoją skuteczność w zmniejszaniu oporów i polepszeniu wyników okrętu, wadą tego systemu był fakt możliwości transportu ograniczonej ilości roztworu. Testy zmian Phase V zakończone zostały w czerwcu 1972 roku, krótko przez wycofaniem USS „Albacore” ze służby.

Po zakończeniu tych testów planowane były wprawdzie kolejne badania i programy rozwojowe, jednakże powtarzające się problemy z zastosowanymi w „Albacore” specyficznymi silnikami Diesla typu „pancake”, skutkowały opóźnieniami. Zważywszy na fakt braku w tym czasie silników które mogłyby zastąpić używane jednostki bez zwiększenia rozmiaru okrętu, podjęto decyzję o dezaktywacji „Albacore” i wycofaniu go z aktywnej służby. Nastąpiło to 1 września 1972 roku, po 19 latach służby.

## Okręt muzeum
Po zakończeniu przez USS „Albacore” aktywnej służby, okręt został odholowany do Inactive Ship Facility w stoczni Philadelphia Naval Shipyard, gdzie pozostawał przez 7 lat, do momentu wydania przez Navy Sub-Board of Inspection and Survey zalecenia wykreślenia jednostki z rejestru okrętów marynarki (Naval Register of Ships). W kwietniu 1980 roku, Szef Operacji Morskich w rekomendacji dla Sekretarza Marynarki stwierdził iż: „Marynarka nie posiada żadnych zamiarów wobec tej jednostki, zarówno jako okrętu operacyjnego, jak też platformy konstrukcyjno-rozwojowej, w związku z powyższym, proponuję użycie „Albacore” do celów eksperymentalnych, jako przeznaczonego do zniszczenia celu”. 1 maja 1980 roku, okręt został ostatecznie wykreślony z rejestru okrętów US Navy.
W czasie gdy marynarka rozważała najlepszy sposób użycia wycofanego ze służby okrętu, stowarzyszenie Portsmouth Marine Society podjęło starania w celu uzyskania okrętu dla stałej ekspozycji w organizowanym przez siebie muzeum marynistycznym. Na skutek problemów finansowych, przekształcone w tym czasie w Portsmouth Submarine Memorial Association stowarzyszenie, zmuszone było do podjęcia zakończonych powodzeniem działań w celu uzyskania częściowej pomocy publicznej. Ostatecznie, w kwietniu 1984 roku USS „Albacore” został przeholowany 920 km z Filadelfii do Portsmouth w stanie New Hampshire, gdzie stanowi do dziś stałą ekspozycję w Portsmouth Maritime Museum and Albacore Park.

## Znaczenie konstrukcji
W konfiguracji Phase IV, USS „Albacore” (AGSS-569) osiągnął najwyższą zanotowaną do tamtego czasu przez okręt jakiegokolwiek państwa, prędkość podwodną. W konfiguracji z przeciwbieżnymi śrubami, spodziewano się osiągnąć 36 węzłów – w rzeczywistości jednak osiągnięto prędkość 37 węzłów. Zdaniem kapitana Harry Jacksona – starszego konstruktora – „„Albacore” osiągnął swoją najwyższą prędkość dzięki kombinacji efektów programu rozwojowego, nie zaś tylko dzięki zwiększaniu mocy. Zwiększanie mocy elektrycznego napędu rzeczywiście było znaczącym elementem sukcesu, jednakże sukces ten nie mógł nastąpić bez innych czynników” Wśród nich, duże znaczenie miały:

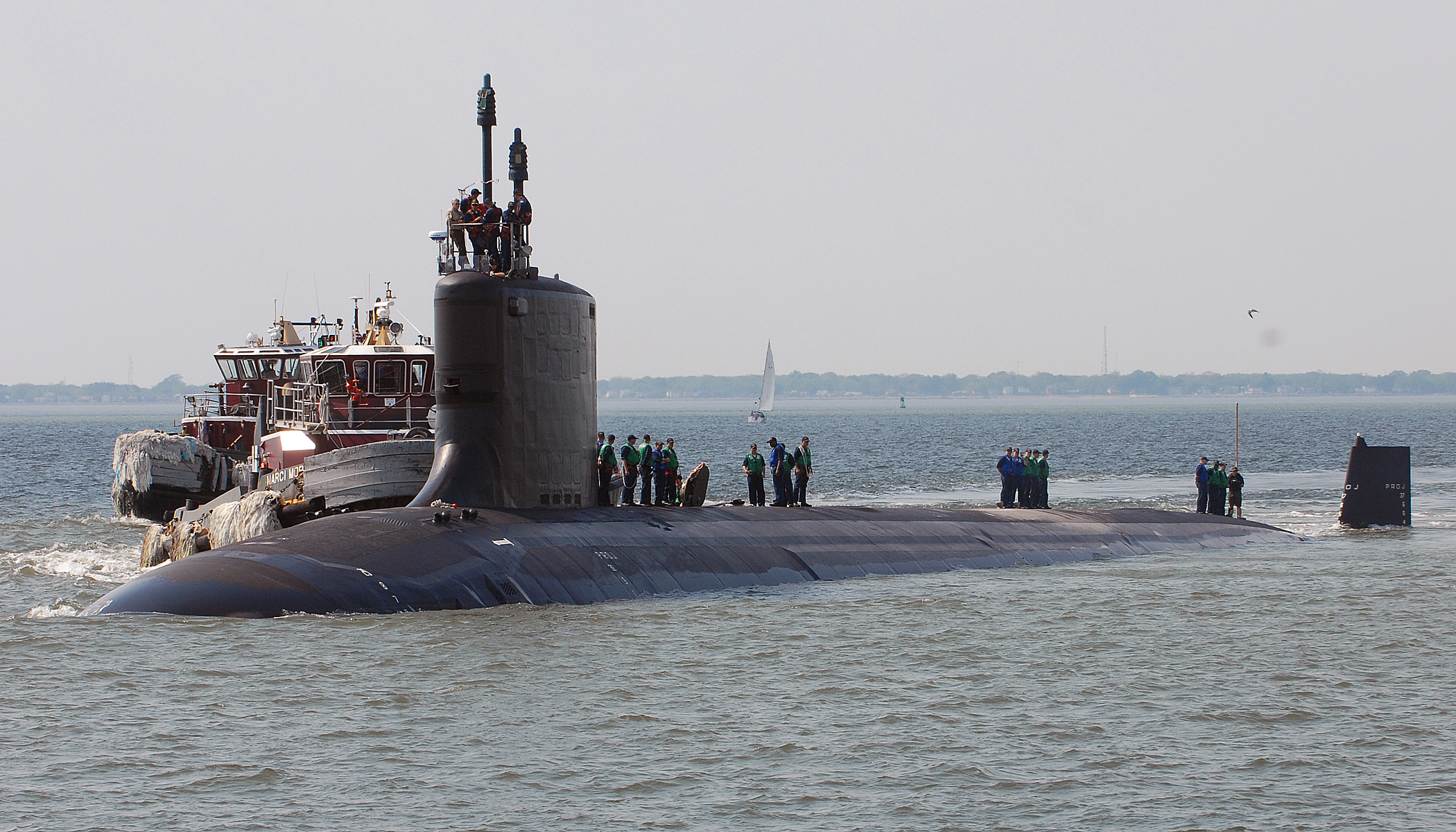
Kadłub typu Albacore współczesnego okrętu typu Virginia

1. przeciwbieżne śruby napędzane osobno – odrębnymi silnikami z wałami w tej samej osi, obracającymi je w przeciwnych kierunkach
2. konfiguracja „X” powierzchni kontrolnych sterów rufowych
3. brak przednich powierzchni kontrolnych
4. dbałość o szczegóły w wygładzeniu powierzchni kadłuba zewnętrznego i minimalizacja rozmiarów niezbędnych wgłębień
5. zamknięcie wylotów przepływowych zbiorników balastowych doskonale dopasowanymi i gładkimi owiewkami
6. dbałość o inne szczegóły mające na celu zwiększenie możliwej do osiągnięcia przez okręt prędkości
7. możliwie najmniejsze wymiary okrętu.

USS „Albacore” wprowadził rewolucyjną zmianę w zakresie konstrukcji kadłubów okrętów podwodnych. Zastosowane rozwiązanie kształtu kadłuba, uczyniło bowiem okręt znacznie bardziej dynamicznie stabilnym w każdym zakresie prędkości, ułatwiło zanurzanie oraz znacznie też zwiększyło manewrowość względem okrętów o konwencjonalnym dotychczas kształcie. Dla porównania powszechnie wcześniej stosowane na świecie okręty podwodne z płaskim pokładem były zazwyczaj niestabilne już powyżej prędkości 8 węzłów. Ich płaski pokład działał bowiem jak niezamierzona powierzchnia sterowa. Okrągły przekrój kadłuba „Albacore” w dużej mierze eliminował ten problem, co pozwoliło konstruktorom skupić się na innych zagadnieniach, jak sztywność w ruchu pionowym – w celu określenia optymalnego zachowania np. w razie potrzeby uniknięcia ataku. Analizowano m.in. czy dla tego typu sytuacji należy umożliwić jednostce zupełnie swobodne manewry, czy też raczej zabezpieczać ją przed niekontrolowanym zwiększaniem zanurzenia. Temu celowi służyć miało zainstalowanie w Phase III, a następnie testowanie, hamulców zanurzenia.
Testy prowadzone w trakcie dziewiętnastu lat aktywnej służby USS „Albacore” nieprzerwanie dostarczały amerykańskiej marynarce wojennej zarówno teoretycznych, jak i praktycznych informacji z zakresu hydrodynamiki. Dane te w znaczący sposób przyczyniały się do konstrukcji szybszych, cichszych, bardziej manewrowych i bezpieczniejszych jednostek. Program podjęty w celu opracowania kadłuba zoptymalizowanego do prowadzenia operacji podwodnych, połączony był z trwającym w tym czasie programem konstrukcyjnym napędu jądrowego dla okrętów typu Skipjack. Stale ulepszane rezultaty obu tych programów, znalazły następnie zastosowanie zarówno w konstrukcji okrętu prototypowego tego typu, USS „Skipjack” (SSN-585), jak i przy budowie kolejnych generacji okrętów.
Kształt kadłuba „Albacore” nie był całkowitą nowością. Okręty podwodne o kształcie zbliżonym do kropli projektowano już na przełomie XIX i XX wieku, np. amerykańskie konstrukcje typu Plunger (A) i opracowane na podstawie ich licencji okręty kilku innych państw. W następnych jednak latach taka konfiguracja nie była stosowana. Konstrukcja USS „Albacore” spowodowała, iż marynarki wojenne wielu państw bardzo szybko doceniły zalety kadłuba w kształcie wydłużonej kropli. Już krótko po rozpoczęciu pierwszych testów morskich „Albacore”, radzieccy konstruktorzy podążyli częściowo amerykańską drogą przy budowie okrętów podwodnych projektu 627 (kod NATO: November) dla floty Związku Radzieckiego, decydując się jednak jeszcze na zastosowanie w nich konfiguracji rufy zaczerpniętej z niemieckich okrętów podwodnych typu XXI. Jak stwierdził Wiktor Siemjonow – jeden ze starszych konstruktorów głównego radzieckiego biura konstrukcyjnego okrętów podwodnych Rubin oraz inni pracownicy tego biura: „Projekt 627 bazował częściowo na kadłubie amerykańskiego „Albacore”. Dysponowaliśmy informacjami o nim z fotografii prasowych.”

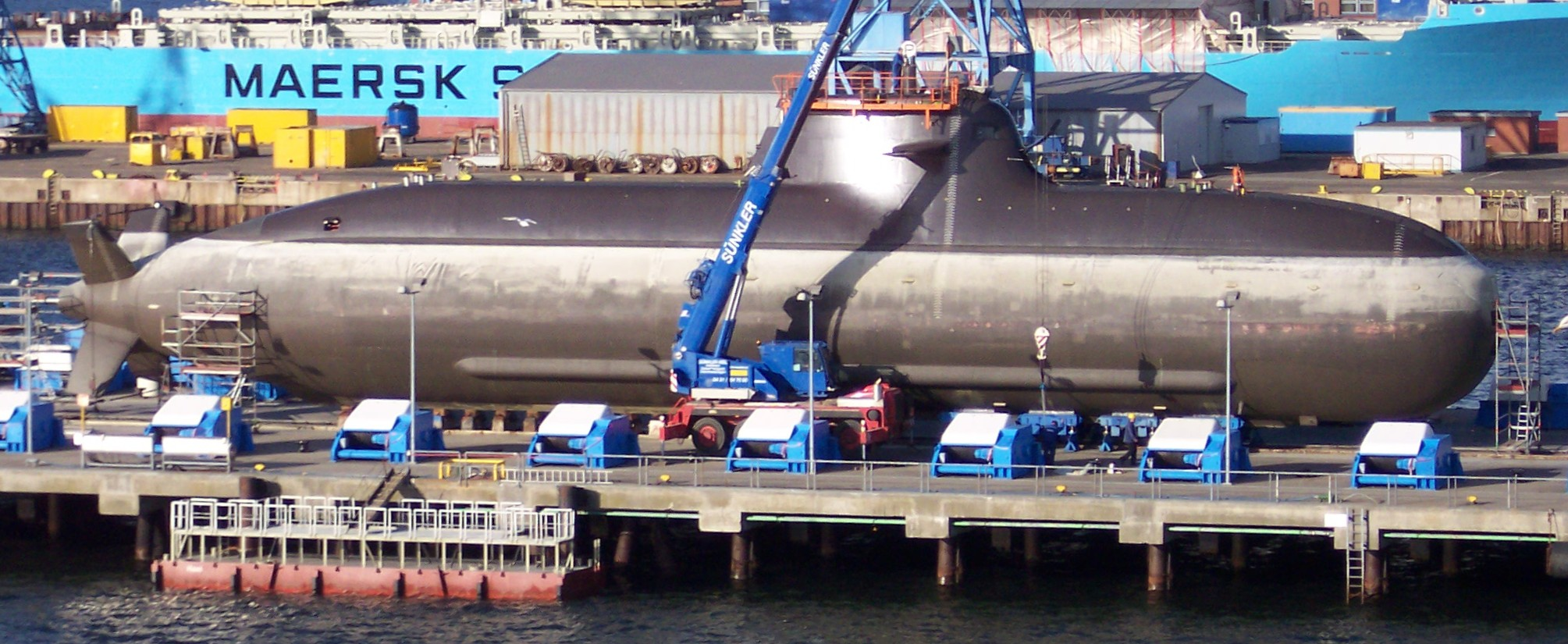
Kadłub typu Albacore niemieckiego okrętu typu 212.

Zalety kształtu kadłuba USS „Albacore” (AGSS-569), dla którego przyjęła się z czasem nazwa „kadłub typu Albacore”, rozpowszechniły z czasem tę koncepcję, która – z dalszymi unowocześnieniami i modyfikacjami – stała się następnie standardową konfiguracją współczesnych okrętów podwodnych na świecie. Konfiguracja ta była stosowana jako podstawowa także w kolejnych konstrukcjach amerykańskich okrętów podwodnych, i pozostaje taką do dziś – łącznie z najnowszymi konstrukcjami okrętów podwodnych typu Virginia. Sytuacja ta dotyczy również okrętów wielu innych niż Związek Radziecki i Rosja oraz Stany Zjednoczone państw, w tym współczesnych okrętów o niezależnym od dostępu powietrza napędzie konwencjonalnym, jak niemieckie jednostki typu 212 czy też okręty australijskie typu Collins. Natomiast radzieckim atomowym okrętom podwodnym, kadłub tego typu umożliwił ustanawianie kolejnych światowych rekordów prędkości i głębokości zanurzenia.